# Ali Zaoua, Prinz der Straße
Ali Zaoua, Prinz der Straße ist ein marokkanisches Filmdrama von Regisseur Nabil Ayouch aus dem Jahr 2000. Ayouchs zweiter Spielfilm beschreibt das Leben einer Gruppe obdachloser Jungen in Casablanca.

## Handlung
Der zwölfjährige Ali lebt mit seinen Freunden Kwita, Omar und Boubker am Hafen von Casablanca, nachdem er seiner Mutter, einer Prostituierten, davongelaufen ist. Ihren Lebensunterhalt bestreiten sie durch Kleinkriminalität wie Diebstähle. Um sich von ihrem harten Leben abzulenken, schnüffeln sie Klebstoff. Ali träumt von einem Leben als Seemann, er möchte, wie er es aus einem Kindermärchen kennt, eine Insel mit zwei Sonnen entdecken. Darum hat er sich mit seinen drei Freunden von einer größeren Kinderbande getrennt, die von dem älteren taubstummen und brutalen Dib geführt wird, um am Hafen zu leben, wo er die Bekanntschaft des Fischers Hamid macht, der sich um ihn kümmert und ihm einen Kompass schenkt. Als Dib die vier mit Gewalt zur Rückkehr zu zwingen versucht, wird Ali in der Auseinandersetzung tödlich von einem Stein am Kopf getroffen.
Kwita, Alis bester Freund, Omar und Boubker verstecken die Leiche in einem Kellerloch am Hafen. Durch Alis Träume von einer besseren Welt, symbolisiert durch die Insel mit zwei Sonnen, in Freundschaft verbunden, beschließen sie, ihn würdig zu bestatten und das Geld für eine teure traditionelle muslimische Bestattung aufzubringen. Zudem nehmen sie Kontakt zu Alis Mutter auf, und Omar, der sie mehrfach besucht, erzählt ihr kurz vor dem Begräbnis vom Tod ihres Sohnes. Erschwert wird die Umsetzung ihres Vorhabens zusätzlich durch weitere Auseinandersetzungen mit Dib, der die jüngeren Kinder seiner Bande durch seine gezielte Brutalität als auch sexuelle Übergriffe gefügig hält, die auch Boubker erleidet, als Dib ihn in einem ausrangierten Bus antrifft. Letztendlich gelingt es den Jungen, unterstützt durch den Fischer Hamid, der einen Sarg in Form eines Bootes für Ali zimmert, ihr Vorhaben umzusetzen, ihn „wie einen Prinzen“ zu bestatten.

## Produktion
Für seinen Film begleitete Nabil Ayouch knapp zwei Jahre lang Straßenkinder in Casablanca, die durch die nichtstaatliche Hilfsorganisation Bayti betreut wurden, die versucht, Straßenkinder wieder in ihre Familien zurückzuführen und zum Schulbesuch zu bewegen. Erst nach dieser Zeit waren die Kinder bereit, als Laiendarsteller in seinem Film mitzuwirken, der aus der Perspektive obdachloser Kinder und Jugendlicher erzählt wird. Teilweise verzögerten sich die Dreharbeiten durch Unfälle oder unangekündigte Abwesenheiten einzelner Darsteller.
Dem harten von Gewalt, Drogen, Kriminalität, Obdachlosigkeit, Missbrauch und Flucht vor der Polizei geprägten Leben auf der Straße setzt Ayouch die Hoffnungen und Träume der Kinder entgegen, die durch animierte Kreide-Sequenzen dargestellt werden, etwa in Alis und Kwitas Tagträumen. Ein gezeichneter Kreidegrundriss teilt den Betonboden, auf dem Ali und seine Freunde am Hafen schlafen, in Zimmer einer Wohnung ein und symbolisiert den Wunsch der Kinder nach einem Zuhause und Normalität. Die zwei Sonnen aus Alis Märchen, die über einer Insel scheinen, stehen für eine friedliche, hoffnungsvolle, warme Zukunft. Ursprünglich Alis Traum von einem besseren Leben, wird er nach dessen Tod von seinem Freund Kwita adaptiert und weitergeführt.
Mit 500.000 verkauften Eintrittskarten in Marokko zählt der Film zu den erfolgreichsten Produktionen des Landes. Produziert wurde er von Playtime (Frankreich), TF1 International (Frankreich), Ali n' Productions (Marokko), Alexis Films (Belgien) und Ace Editing (Belgien). In den USA wurde der Film über Arab Film Distribution und Film Movement vertrieben.

## Kritiken
„Mit diesem Film, der in seinem schonungslosen Realismus bei gleichzeitigem Blick für die Träume und Fantasien der Protagonisten an das Kino des Neorealismus erinnert, ist es Ayouch eindrucksvoll gelungen, den gesellschaftlich geächteten Straßenkindern ihre menschliche Würde zurückzugeben – und das ohne moralischen Zeigefinger und mit viel Gespür für die Kraft der Bilder.“

„Ayouchs Laiendarsteller überzeugen durch Authentizität. Sie sind wirklich Kinder der Straße. (...) Trotz der harten Realität auf der Straße (...) haben die Jungs das Träumen nicht verlernt.“

## Auszeichnungen
Der Film wurde mit 44 Preisen und drei Nominierungen vielfach international ausgezeichnet.
| Festival                                                | Jahr | Land         | Auszeichnung | Person                                                        |
| ------------------------------------------------------- | ---- | ------------ | --- | ------------------------------------------------------------- |
| Festival International de Film Francophone de Namur     | 2000 | Belgien      | ACCT Promotional Award als bester Schauspieler | Mounïm Kbab Mustapha Hansali Hicham Moussoune Abdelhak Zhayra |
| Festival International de Film Francophone de Namur     | 2000 | Belgien      | Golden Bayard als bester Schauspieler | Mounïm Kbab Mustapha Hansali Hicham Moussoune Abdelhak Zhayra |
| Festival International de Film Francophone de Namur     | 2000 | Belgien      | Youth Jury Award | Nabil Ayouch                                                  |
| Festival International de Film Francophone de Namur     | 2000 | Belgien      | Nominiert für den Golden Bayard als bester Film | Nabil Ayouch                                                  |
| Festival international du film d'Amiens                 | 2000 |              | Publikumspreis als bester Film | Nabil Ayouch                                                  |
| Internationales Filmfestival von Stockholm              | 2000 | Schweden     | Hauptpreis Das Bronzene Pferd für den besten Film | Nabil Ayouch                                                  |
| Montreal World Film Festival                            | 2000 | Kanada       | Preis der Ökumenischen Jury | Nabil Ayouch                                                  |
| Montreal World Film Festival                            | 2000 | Kanada       | Nominiert für Grand Prix des Amériques | Nabil Ayouch                                                  |
| Internationales Filmfestival Mannheim-Heidelberg        | 2000 | Deutschland  | Filmkunstpreis Mannheim-Heidelberg, Bester Film | Nabil Ayouch                                                  |
| Internationales Filmfestival Mannheim-Heidelberg        | 2000 | Deutschland  | Empfehlung der Kinobetreiber im internationalen Wettbewerb | Nabil Ayouch                                                  |
| Zlín International Film Festival for Children and Youth | 2001 | Tschechien   | Don Quixote Award | Nabil Ayouch                                                  |
| Zlín International Film Festival for Children and Youth | 2001 | Tschechien   | Golden Slipper im internationalen Wettbewerb in der Sektion Jugendfilm | Nabil Ayouch                                                  |
| Zlín International Film Festival for Children and Youth | 2001 | Tschechien   | Preis der Ökumenischen Jury – Besondere Erwähnung | Nabil Ayouch                                                  |
| Panafrikanisches Film- und Fernsehfestival FESPACO      | 2001 | Burkina Faso | COE Award als „Film of Hope“ | Nabil Ayouch                                                  |
| Panafrikanisches Film- und Fernsehfestival FESPACO      | 2001 | Burkina Faso | Etalon de Yennega als bester Film | Nabil Ayouch                                                  |
| Panafrikanisches Film- und Fernsehfestival FESPACO      | 2001 | Burkina Faso | UNICEF-Preis | Nabil Ayouch                                                  |
| Unabhängiges FilmFest Osnabrück                         | 2001 | Deutschland  | Filmpreis für Kinderrechte |                                                               |
| Mediterranes Filmfestival Köln                          | 2001 | Deutschland  | Großer Preis | Nabil Ayouch                                                  |
| Giffoni Film Festival                                   | 2001 | Italien      | Bronzener Greif in der Free to Fly- Sektion für Kinder von 12 bis 14 Jahren | Nabil Ayouch                                                  |
| International Film Festival of Kerala                   | 2001 | Indien       | FIPRESCI-Preis „For the emotional and intense portrayal of street kids in the outskirs of Casablanca, merging reality and dreams in a very cinematic way.“ | Nabil Ayouch                                                  |
| International Film Festival of Kerala                   | 2001 | Indien       | Hauptpreis des internationalen Wettbewerbs Golden Crow Pheasant „... sensitive portrayal of the life of a group of Moroccan children, indemonstrable spirit, excellent use of cinematic technique, scripting, editing, music and sound, and skilful handling of children.“ | Nabil Ayouch                                                  |
| Milan African Film Festival                             | 2001 | Italien      | 3. Platz als bester Film | Nabil Ayouch                                                  |
| St. Louis International Film Festival                   | 2002 | USA          | Interfaith Award | Nabil Ayouch                                                  |
| Black Movie Film Festival                               | 2002 | Schweiz      | Publikumspreis | Nabil Ayouch                                                  |
| Buster International Children’s Film Festival           | 2002 | Dänemark     | Buster's Grand Prix | Nabil Ayouch                                                  |